# Розжалуваний (фільм, 1980)
«Розжалуваний» (рос. «Разжалованный») — радянський короткометражний фільм 1980 року режисера Олександра Сокурова. За мотивами однойменного оповідання Г. Я. Бакланова.

## Сюжет
Сюжет оповідає розжалуваного начальника ДАІ, який став таксистом. Сценарій написаний Олександром Сокуровим за мотивами однойменного оповідання 1976 року Григорія Бакланова, однак, письменник зняв своє ім'я з титрів, тому що за його словами — у нього були «зовсім інші мотиви для написання цієї розповіді».
 Наше оповідання — про абсолютно дивну і незвичайну людину, що почала нове життя після розжалування з державної служби. З одного боку, за ним тягнеться хвіст минулих проблем…, з іншого — ще не усвідомлене і незрозуміле за наслідками внутрішнє відчуття відродження. — режисер і автор сценарію Олександр Сокуров, з листа виконавцю головної ролі І. Ривіну

## У ролях
- Ілля Ривін —  таксист, колишній начальник ДАІ
- Сергій Кошонін —  міліціонер на аеровокзалі
- Анатолій Петров —  пасажир на аеровокзалі
- Станіслав Соколов —  Митрохін, співробітник ДАІ, колишній підлеглий головного героя
- Ірина Соколова —  буфетниця на аеровокзалі

## Знімальна група
- Режисер — Олександр Сокуров
- Сценарист — Олександр Сокуров
- Оператор — Сергій Юриздицький
- Композитор — Олександр Михайлов
- Художник — Юрій Куликов